# Corticaria umbilicata
Corticaria umbilicata is een keversoort uit de familie schimmelkevers (Latridiidae). De wetenschappelijke naam van de soort werd in 1817 gepubliceerd door Beck.